# Javier Bermejo
Javier Bermejo Merino, né le 23 décembre 1978 à Puertollano, est un athlète espagnol, spécialiste du saut en hauteur.

## Carrière
Sa meilleure performance est de 2,28 m (en 2004), rééditée en 2009 à Leiria.

## Palmarès
| Date | Compétition                    | Lieu         | Résultat | Marque |
| ---- | ------------------------------ | ------------ | -------- | ------ |
| 2004 | Jeux olympiques                | Athènes      | qual.    | 2,15 m |
| 2007 | Championnats du monde          | Osaka        | qual.    | 2,14 m |
| 2008 | Championnats du monde en salle | Valence      | qual.    | 2,20 m |
| 2008 | Jeux olympiques                | Pékin        | qual.    | 2,20 m |
| 2009 | Championnats du monde          | Berlin       | qual.    | 2,20 m |
| 2010 | Championnats ibéro-américains  | San Fernando | 1er      | 2,24 m |
| 2012 | Championnats ibéro-américains  | Barquisimeto | 5e       | 2,19 m |

## Records
| Épreuve         | Épreuve   | Performance | Lieu              | Date                        |
| --------------- | --------- | ----------- | ----------------- | --------------------------- |
| Saut en hauteur | Plein air | 2,28 m      | Valladolid Leiria | 26 juin 2004 20 juin 2009   |
| Saut en hauteur | Salle     | 2,27 m      | Madrid La Canée   | 5 mars 2005 13 février 2008 |